# Zákon o zrušení šlechty
Zákon o zrušení šlechty v Rakousku, respektive Německém Rakousku (německy Adelsaufhebungsgesetz) byl zákon přijatý parlamentem nově vzniklého státu Německé Rakousko 3. dubna 1919 po rozdělení rakousko-uherské monarchie na malé nástupnické státy. Téhož dne vstoupil platnost také bezprecedentní Zákon týkající se vyhoštění habsbursko-lotrinské dynastie a převzetí jejich majetku, tzv. Habsburský zákon.

## Podobná nařízení v dalších nástupnických státech monarchie
V monarchiích Maďarsku (s krátkou republikánskou přestávkou), Rumunsku, Království Srbů, Chorvatů a Slovinců a Itálii nevznikla potřeba nové právní úpravy šlechtictví. V Československu, kde sídlilo nebo vlastnilo pozemky velké množství šlechtických rodů někdejší Habsburské monarchie, byly zrušeny šlechtické tituly zákonem ze 3. prosince 1918. Jmenné přívlastky a tituly odkazující ke šlechtickému původu byly zakázány. V Polsku byla šlechta zrušena v letech 1921–1935.

## Rakušané a cizí šlechtické tituly
V roce 1952 rozhodl Nejvyšší soud v případu rakouské státní občanky, která přijala při svatbě podle německého práva spolu s příjmením manžela část odkazující na šlechtický titul. A to tím způsobem, že takto mohou rakouští občané jméno přijmout a užívat.
Jinak rozhodují rakouské soudy v případech zisku jméno při osvojení. V roce 1994 rakouský státní občan byl osvojen německou státní občankou Anneliese Maria Edeltraut Luise Prinzessin von Sachsen-Coburg und Gotha, Herzogin zu Sachsen, po jistých právních krocích rakouské úřady zapsaly příjmení osvojeného ve tvaru „Prinzessin von Sachsen-Coburg und Gotha, Herzogin zu Sachsen“ (jedná se v němčině o přechýlené jméno), to osvojený napadl u Ústavního soudu, ten v roce 2003 rozhodl, že zápis rakouských úřadů jména v ženské podobě nebyl v pořádku, nicméně zápis částí odkazujících na šlechtické tituly (Prinzessin a Herzogin) nezohlednil dostatečně zákon o zrušení šlechtictví. Obdobný případ nastal, když na základě rozhodnutí Ústavního soudu rakouské úřady smazaly Ilonce Wittgenstein-Sayn část jména „Fürstin von“ (jméno, které osvojená získala po německém státním příslušníkovi Lotharu Fürstu von Wittgenstein-Sayn, původně rakouské úřady zapsaly v plném znění). Tento postup byl dotázán u Soudního dvora Evropské unie, který předběžným opatření potvrdil sice, že se jedná o zásah do svobody pohybu, ale zároveň připustil přiměřenost postupu národních úřadů postupovat tímto způsobem.

## Iniciativy k novelizaci zákona
V dubnu 2015 byl v Národní radě předložen návrh Zelených pod vedením Daniely Musiolové, k aktualizaci Šlechtického zákona, s hlavním požadavkem na zpřísnění postihů trestního ustanovení. Ze strany vládních stran SPÖ a ÖVP byla vyjádřena podpora návrhu, strana NEOS podpořila návrh na celkovou revizi smyslu zákona. Návrh však nebyl přijat. Podobný příspěvek poslance za Zelené, Sigrida Maurera byl v roce 2017 příslušným ústavním výborem Národní rady odročen na neurčito.
V souvislosti s Maurerovým návrhem se novinář Hans Rauscher ironicky vyjádřil o „srdnatém a statečném nasazení v boji s nejpalčivějšími problémy naší doby“ a iniciativu označil jako „oživování 100 let staré fobie z aristokracie“.

## Kuriozity
Podle rozsudku Zemského správního soudu ve Vídni z roku 2019 měl Karel Habsbursko-Lotrinský uvedený zákon porušit, když své internetové stránky pojmenoval karlvonhabsburg.at. Od trestu však muselo být upuštěno, neboť vyměřená pokuta 20 000 rakouských korun je irelevantní. Je tudíž z právního hlediska nejasné, zda má být použit přepočtový kurz rakouských korun, aby mohla být uložena pokuta.